# Cyrtococcum chaetophoron
Cyrtococcum chaetophoron là một loài thực vật có hoa trong họ Hòa thảo. Loài này được (Roem. & Schult.) Dandy mô tả khoa học đầu tiên năm 1931.